# Batalha de Washington
A Batalha de Washington (também conhecido como A queima de Washington) de 1814 foi um importante confronto militar travado durante a Guerra de 1812 entre o Reino Unido e os Estados Unidos.
A 24 de agosto de 1814, após ter derrotado uma tropa americana em Bladensburg (no estado de Maryland), as forças britânicas, sob comando do major-general Robert Ross, ocuparam Washington, D.C. (a capital dos Estados Unidos) e então incendiaram vários prédios públicos, incluindo a Casa Branca (conhecida na época apenas como Mansão Presidencial) e o Capitólio, além de outras instalações das forças armadas e do governo federal americano.
As ações britânicas nesta batalha foram uma retaliação pelas investidas americanas em Port Dover e pela derrota inglesa sofrida na batalha de York. Esta foi a primeira vez que a capital americana, Washington, D.C., foi ocupada por uma força estrangeira.
A queima de boa parte dos edifícios públicos em Washington não teve um valor estratégico prático e foi criticada por americanos e até por britânicos como desnecessária. Muitos ingleses na época defenderam essas ações como parte de uma retaliação pelas incursões estadunidenses no Canadá, que também causaram danos. A tomada da capital americana, contudo, não se provou significativa para o curso da guerra, que terminou em um impasse estratégico. Cinco anos mais tarde, em meados de 1819, Washington já havia sido reconstruída e restaurada.